# Niagara (film)

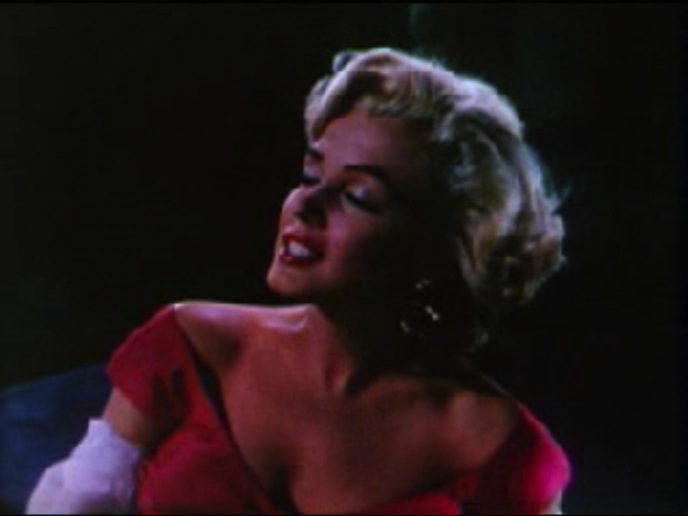
Marilyn Monroe sjunger.

Niagara är en amerikansk thrillerfilm från 1953 i regi av Henry Hathaway. I huvudrollerna ses Marilyn Monroe, Joseph Cotten, Jean Peters och Max Showalter.

## Om filmen
Marilyn Monroe sjunger i en berömd scen en liten snutt av den kända sången "Kiss". Till skillnad från andra filmer från den tiden, filmades Niagara i "Three-Strip" Technicolor (en av de sista filmerna som gjordes på Fox i det formatet, några månader senare började Fox konvertera till CinemaScope, som hade kompatibilitetsproblem med "three-strip" men inte med Eastmancolor).
Monroe fick huvudrollen i Niagara som förhöjde henne till stjärnstatus. Hennes följande två filmer från det året, Herrar föredrar blondiner med Jane Russell och Hur man får en miljonär med Betty Grable och Lauren Bacall var ännu större framgångar.

## Rollista i urval
- Marilyn Monroe - Rose Loomis
- Joseph Cotten - George Loomis
- Jean Peters - Polly Cutler
- Max Showalter - Ray Cutler (i rollistan: Casey Adams)
- Denis O'Dea - kriminalpolis Starkey
- Richard Allan - Patrick
- Don Wilson - Mr. Kettering
- Lurene Tuttle - Mrs. Kettering
- Russell Collins - Mr. Qua
- Will Wright - båtsman